# Крндія (Пунитовці)
45°27′ пн. ш. 18°23′ сх. д. / 45.45° пн. ш. 18.38° сх. д.
Крндія (хорв. Krndija) — населений пункт у Хорватії, в Осієцько-Баранській жупанії у складі громади Пунитовці.

## Населення
Населення за даними перепису 2011 року становило 64 осіб.
Динаміка чисельності населення поселення:

## Клімат
Середня річна температура становить 11,05 °C, середня максимальна – 25,48 °C, а середня мінімальна – -6,20 °C. Середня річна кількість опадів – 685 мм.
| Клімат поселення                              | Клімат поселення | Клімат поселення | Клімат поселення | Клімат поселення | Клімат поселення | Клімат поселення | Клімат поселення | Клімат поселення | Клімат поселення | Клімат поселення | Клімат поселення | Клімат поселення | Клімат поселення |
| Показник                                      | Січ.             | Лют.             | Бер.             | Квіт.            | Трав.            | Черв.            | Лип.             | Серп.            | Вер.             | Жовт.            | Лист.            | Груд.            |                  |
| Середній максимум, °C                         | 5,76             | 8,07             | 12,66            | 17,24            | 22,40            | 25,48            | 25,27            | 24,82            | 20,84            | 15,40            | 9,42             | 5,48             |                  |
| Середня температура, °C                       | −0,2             | 2,10             | 6,70             | 11,24            | 16,42            | 19,50            | 21,22            | 20,80            | 16,79            | 11,39            | 5,40             | 1,40             |                  |
| Середній мінімум, °C                          | −6,2             | −3,87            | 0,71             | 5,27             | 10,44            | 13,53            | 17,16            | 16,70            | 12,73            | 7,31             | 1,32             | −2,63            |                  |
| Норма опадів, мм                              | 43               | 40               | 41               | 53               | 63               | 88               | 64               | 61               | 52               | 60               | 66               | 54               |                  |
| Середньомісячна швидкість вітру, м/с          | 2.20             | 2.46             | 2.70             | 2.60             | 2.30             | 2.17             | 2.10             | 1.90             | 1.90             | 2.00             | 2.16             | 2.25             |                  |
| Середньомісячна сонячна радіація, кДж/м²·день | 4273             | 6915             | 10884            | 15393            | 19331            | 21383            | 22270            | 20371            | 14922            | 9319             | 4819             | 3551             |                  |
| --------------------------------------------- | ---------------- | ---------------- | ---------------- | ---------------- | ---------------- | ---------------- | ---------------- | ---------------- | ---------------- | ---------------- | ---------------- | ---------------- | ---------------- |
| Джерело:                                      |                  |                  |                  |                  |                  |                  |                  |                  |                  |                  |                  |                  |                  |